# Den thelo allon iroa
«Den thelo allon iroa» (en griego: "(Δε θέλω άλλων ήρωα"; en español: «No quiero otro héroe») es el cuarto sencillo promocional del álbum Ti ora tha vgoume de la cantante griega Helena Paparizou.
- Datos: Q18644083